# A 4 App
Az A 4 App Anastacia, amerikai popénekesnő 2016. december 16-án megjelent, első koncertalbuma. A lemez kizárólag a PledgeMusic weboldalon keresztül vásárolható meg a Sony lemezkiadó cég által. A korongon a 2016-os The Ultimate Collection Turnén elhangzott dalok felvételei hallhatóak.

## Háttere
A koncertsorozat folyamán, az Anastacia okostelefon-alkalmazáson keresztül, estéről-estére lehetett szavazni a felkínált dalokra, amelyek közül egy szerzemény bónuszként csendült fel az aznapi koncerten. Anastacia később úgy döntött, hogy a korábban felsorakoztatott dalok élő felvételes verziója kerüljön rá a lemezre.
2016 szeptemberében, a PledgeMusic weboldalon bejelentették, hogy az énekesnő új albuma a közeljövőben jelenik meg, illetve, hogy a lemez kézzel dedikált példányai előrendelhetőek. November 4-én, egy élő videóközvetítés keretei között osztotta meg az új korong címét az énekesnő: A 4 App [A = Anastacia; App = Application (applikáció)]. Az album hivatalos borítóját egy magyar tervezőgrafikus, Bakos Norbert készítette.

## Dallista
| #   | Cím                       | Szerzők                                       | Helyszín                 | Hossz |
| --- | ------------------------- | --------------------------------------------- | ------------------------ | ----- |
| 1.  | Resurrection              | Anastacia Newkirk, Steve Diamond, John Fields | Carpi, Olaszország       | 5:19  |
| 2.  | Overdue Goodbye           | Anastacia, Billy Mann                         | Murcia, Spanyolország    | 4:23  |
| 3.  | Rearview                  | Anastacia, Kara DioGuardi, John Shanks        | Ostuni, Olaszország      | 4:25  |
| 4.  | In Your Eyes              | Anastacia, Glen Ballard                       | Ostuni, Olaszország      | 4:17  |
| 5.  | Dark White Girl           | Anastacia, Diamond, Fields                    | Taormina, Olaszország    | 3:49  |
| 6.  | The Saddest Part          | Anastacia, John Rzeznik, DioGuardi            | Schopfheim, Németország  | 4:15  |
| 7.  | Who's Gonna Stop The Rain | Carl Sturken, Evan Rogers                     | Dinslaken, Németország   | 5:05  |
| 8.  | Pendulum                  | Anastacia, Jamie Hartman                      | Monte Urano, Olaszország | 3:52  |
| 9.  | Time                      | Anastacia, Dallas Austin, Ballard             | Verbania, Olaszország    | 3:46  |
| 10. | Underground Army          | Anne Preven, Scott Cutler                     | Dinslaken, Németország   | 4:18  |